# Finale UEFA Europske lige 2010.
Finale UEFA Europske lige 2010. bilo je prvo finale UEFA Europske lige, a igralo se 12. svibnja 2010. na HSH Nordbank Areni, domaćem stadionu Hamburgera SV u njemačkom gradu Hamburgu između engleskog Fulhama i Atlético Madrida iz Španjolske. Zbog UEFA-ine zabrane korištenja sponzorskih imena u europskim natjecanjima, stadion se zvao svojim originalnim imenom, Volksparkstadion. Rezultatom 2:1, pobijedio je Atlético na produžetke.
Pobjednik finala nastupa u UEFA Superkupu 2010. u Monaku zajedno s pobjednikom finala UEFA Lige prvaka 2010, FC Interom. Atlético je također osigurao mjesto u Europskoj ligi 2010./11., jer se nije kvalificirao u Ligu prvaka položajem u domaćoj ligi.

## Pozadina finala
Atlético Madrid i Fulham nisu nikad igrali jedni protiv drugih prije ovog finala, čak je Atlético bio prvi Fulhamov španjolski protivnik. S druge strane, Atlético je do tada igrao 19 utakmica protiv engleskih klubova, pobijedivši šest, a izgubivši pet utakmica; zadnja im je bila ona protiv Liverpoola u polufinalu.
Fulham je igrao tek drugu sezonu u nekom europskom natjecanju; 2002./03., nastupali su u Intertoto kupu i došli do treće runde Kupa UEFA, gdje su ispali od Herthe Berlin. Međutim, Atlético je u prošlosti igrao i u finalima europskih kupova, uključujući i finale Kupa prvaka 1974., u kojem su izgubili od Bayern München, i tri finala Kupa pobjednika kupova. Jedini europski naslov osvojili su 1962. godine, osvojivši Kup kupova pobjedom nad Fiorentinom 3:0 u ponovljenoj utakmici na Neckarstadionu u Stuttgartu, nakon što je originalna utakmica odigrana na Hampden Parku u Glasgowu, završila neriješeno, 1:1.
Ovo je finale bilo zadnja šansa Fulhamu za kvalifikaciju u europska natjecanja sljedeće sezone. Sezona Premier lige 2009./10. završila je s Fulhamom na 12. mjestu, daleko od mjesta za Europsku ligu. Ranije su izbačeni iz Liga-kupa u trećoj rundi, također su ispali iz FA kupa u šestoj rundi. Atlético je također onemogućen za prolaz preko lige; završili su na 9. mjestu ljestvice La Lige 2009./10., osam bodova dalje od mjesta za Europsku ligu. Međutim, prolaskom u finale Copa del Reya protiv Seville, koja se već kvalificirala u Ligu prvaka, osigurao je barem prolaz u razigravanje sljedeće sezone.
Nijedno finale nekog europskog natjecanja nije igrano u Hamburgu, iako je šest finala Kupa / Lige prvaka igrano u nekom od njemačkih gradova, kao i jedan od finala Kupa UEFA, prije nego što je prešao u format s jednim finalom.
HSH Nordbank Arena je otvorena 2000. godine na mjestu starog hamburškog stadiona: Bahrenfelder Stadiona i  Volksparkstadiona (hrv: "Ljudski park-stadion"). Bahrenfelder Stadion sagrađen je 1925. godine, ali je 1953. nakon dvogodišnje renovacije, zamijenjen 75.000-primajućim Volksparkstadionom. Hamburger SV se premjestio na Volksparkstadion s njihovog prijašnjeg stadiona "Rothenbauma". Stadion je tada ugostio tri utakmice 1. skupine svjetskog nogometnog prvenstva 1974. u Zapadnoj Njemačkoj. 14 godina kasnije, UEFA Euro 1988 održano je u SR Njemačkoj i Volksparkstadion je izabran za polufinalnu utakmicu između Zapadne Njemačke i Nizozemske. Do kraja 1990-ih, utvrđeni su planovi za potpuno renoviranje stadiona; teren je okrenut za 90 stupnjeva zbog prilagođavanja sunčevom svijetlu i stadion je ponovno sagrađen za više od 57.000 gledatelja. Građevinski radovi započeli su 1998. i Hamburger SV se vratio na svoje igralište 2000. godine. Stadion je služio kao jedan od stadiona svjetskog prvenstva u nogometu 2006., za četiri utakmice u skupinama, te za četvrtfinalnu utakmicu Italije protiv Ukrajine.

## Put do finala
| Momčad          | Uta. | Pob. | Izj. | Por. | PoG. | PrG. | GR | Bod. |
| --------------- | ---- | ---- | ---- | ---- | ---- | ---- | -- | ---- |
| Chelsea         | 6    | 4    | 2    | 0    | 11   | 4    | +7 | 14   |
| Porto           | 6    | 4    | 0    | 2    | 8    | 3    | +5 | 12   |
| Atlético Madrid | 6    | 0    | 3    | 3    | 3    | 12   | −9 | 3    |
| APOEL           | 6    | 0    | 3    | 3    | 4    | 7    | −3 | 3    |

| Momčad      | Uta. | Pob. | Izj. | Por. | PoG. | PrG. | GR  | Bod. |
| ----------- | ---- | ---- | ---- | ---- | ---- | ---- | --- | ---- |
| Roma        | 6    | 4    | 1    | 1    | 10   | 5    | +5  | 13   |
| Fulham      | 6    | 3    | 2    | 1    | 8    | 6    | +2  | 11   |
| Basel       | 6    | 3    | 0    | 3    | 10   | 7    | +3  | 9    |
| CSKA Sofija | 6    | 0    | 1    | 5    | 2    | 12   | −10 | 1    |

## Uoči utakmice

### Stadion
HSH Nordbank Arena je odabrana za stadion finala UEFA Europske lige 2010. na sastanku UEFA-ingo Izvršnog Odbora u Vaduzu u Lihtenštajnu, 28. ožujka 2008. Odbor, koji je odabarao i stadion finala UEFA Lige prvaka 2010. na istom sastanku, svoju je odluku temeljio na broju ključnih kriterija, uključujući kapacitet stadiona, instalacije i sigurnost.
Kao nedavna finala UEFA Lige prvaka i Kupa UEFA, finale Europske lige 2010. je dobio svoj jedinstven identitet. Ideja za dizajn bila je dati gledateljima karakterističan prikaz grada i bio bi na svim medijima povezanim za finale. Logotip finala 2010. je otkriven u EAST Hotel Cinema u Hamburgu, 30. studenog 2009., da bi se podudaralo s prodajom karata za njemačke rezidente 1. prosinca, pa će ceremoniji prisustvovati njemački predsjednik za regionalni sport i kulturu, Karin von Welck; glavni tajnik njemačkog nogometnog saveza, Wolfgang Niersbach; predsjednik HSV-a Bernd Hoffmann i trener njemačke U-19 reprezentacije Horst Hrubesch. Logo prikazuje umjetnički prikaz dva nogometaša u borbi za loptu, zajedno s modernim crtežima hamburških znamenitosti.
Ceremonija predavanja trofeja odražana je 13. travnja 2010. na Fischauktionshalle u Hamburgu, na kojoj je tadašnji branitelj prvaka Šahtar Donjeck, s delegacijom uključujući izvršnog direktora Sergeja Palkina, trenera Mircea Lucescua, braniča Mariusza Lewandowskog i veznog igrača Jádsona, predao trofej predsjedniku UEFA-e Michelu Platiniju. Platini je tada predstavio trofej gradonačelniku Hamburga, Ole von Beustu, i tamo će biti izložen do dana finala. Također su na ceremoniji bili nazočni predsjednika HSV-a i DFB-a: Bernd Hoffmann i Theo Zwanziger.

### Ulaznice
Stalan kapacitet HSH Nordbank Arene je nešto iznad 57.000; međutim, za finale Europske lige 2010. i ostale međunarodne utakmice, stojeći dio na sjevernoj tribini pretvoren je u sjedeći, što smanjuje kapacitet na oko 51.500. Otprilike 25% dostupnih ulaznica dat će se svakom klubu za prodaju svojim navijačima, dok oko 5100 ulaznica je predviđeno za ostalu međunarodnu publiku. Nakon podjele ulaznica njemačkim rezidentima, od 1. prosinca 2009. do 15. siječnja 2010., za ostatak svjetske publike i navijača, prodaja je počela 24. veljače 2010. i završena je 19. ožujka. Ako je potražnja premašila broj ulaznica, upješni će se zahtjevi odlučiti dobitnim listićima prije 30. ožujka.

### Suci
Sudac finala UEFA Europske lige 2010. bio je Nicola Rizzoli iz talijanskog nogometnog saveza. Rizzoli je međunarodni sudac od 2007., a prvu utakmicu Lige prvaka sudio je u kolovozu iste godine, čak prije svoje prve utakmice Kupa UEFA. Od tada, sudio je deset utakmica Lige prvaka i devet utakmica Kupa UEFA i Europske lige. Njegov jedini angažman u Europskoj ligi 2009./10. bio je, osim finala, uzvratna utakmica osmine finala između Liverpoola i Lillea na Anfieldu. Rizzoli je prije toga sudio i četvrtfinala Lige prvaka i Kupa UEFA.
Cijela sudačka ekipa napravljena je od sudaca iz iste zemlje; Rizzoliju su se pridružili pomoćnici Cristiano Copelli i Luca Maggiani, a četvrti je sudac bio Gianluca Rocchi. Kao dio UEFA-ina eksperimenta koji je trajao cijelom sezonom Europske lige 2009./10., dodana su dva dodatna pomoćna sudca iz golova; u finalu su dodatni pomoćnici bili Paolo Tagliavento i Andrea De Marco.

## Susret

### Odabir momčadi
Za Atlético, samo je Sergio Asenjo bio nedostupan za utakmicu; španjolski pričuvni vratar igrao je gostujuću utakmicu 8. svibnja protiv Sporting Gijóna jer je trener Quique Sánchez Flores odmarao svog regularnog vratara, Davida de Geu, ali je ozljedio ligamente, sa šest mjeseci oporavka. Poput De Gea, Sánchez Flores je odmarao još šestoricu prvotimaca: Luisa Pereu, Paula Assunçãoa, Simãa Sabrosu, Raúla Garcíu, Diega Forlána i Sergia Agüera.
Kod Fulhama, najozbiljnija ozljeda bila je ona napadača Bobbyja Zamore i krilnog veeznjaka Damiena Duffa; Zamora je napregnuo ahilovu tetivu u polufinalnom dvoboju 29. travnja protiv Hamburga, dok je Duff ozljedu zaradio na pretposljednjem dvoboju Premier lige protiv Stoke Cityja, 5. svibnja. Ostali igrači s manjim ozljedama bili su Paul Konchesky (gležanj), Brede Hangeland (koljeno), Aaron Hughes (prepone), John Paintsil (naprezanje mišića) i Bjørn Helge Riise (grčevi u želucu).
Nijednoj momčadi nisu nedostajali igrači zbog kartona, pa je konačna postava bila očekivana; najveće iznenađenje bilo je Hodgsonovo ubacivanje Chrisa Bairda kao desnog beka Fulhama umjesto Ganca Johna Paintsila.

### Sažetak
Atlético je čvršće i jače ušao u utakmicu i već je u 12. minuti imao priliku za vodstvo kada je Sergio Agüero provukao loptu pokraj Danny Murphyja i dodao ju Diegu Forlánu, koji je pogodio gredu. Neprekidan pritisak Španjolaca se isplatio kad je pogrešno procijenjeni udarac Agüera došao do to Forlána, koji je pogodio pokraj Marka Schwarzera za vodstvo Atlética od 1:0. Međutim, vodstvo je trajalo samo pet minuta, jer je ubačaj u šesnaesterac Simona Daviesa došao do Zoltána Gere, koji snažnim volejem pogađa mrežu, za izjednačavanje rezultata na 1:1.
U drugom poluvremenu, Fulham je počeo s pritiskom i neprekidno je imao loptu kod svojih igrača. Pritisak se umalo isplatio kad je loše pokriveni Simon Davies pogodio u okvir gola, ali je Atléticov vratar David De Gea sjajno reagirao. U 55. minuti, Bobby Zamora, koji je već bio lakše ozljeđen prije utakmice, zamijenjen je Clintom Dempseyem, koji je postao prvim Amerikancem u finalu nekog europskog natjecanja. Atlético je do kraja utakmice bio bolja momčad, ali nije uspio postići pogodak, pa je utakmica nastavljena s produžetcima. U produžetcima, opet je Atlético bio bliži pogotku, s Forlán i Agüero u dvjema prilikama za gol. Kako se približavala 120. minuta, činilo se da će se pucati jedanaesterci; međutim, Španjolci su postigli pobjednički pogodak, kada je Agüero prevario Fulhamovog braniča Chrisa Bairda i nabacio Forlánu, koji je progurao loptu u mrežu. Forlán je kasnije izabran za igrača utakmice zbog svog nastupa u finalu.

### Detalji
| 12. svibnja 2010. 20:45 |             |            |                                                                                     |
| Atlético Madrid         | 2:1 (pr.)   | Fulham     | HSH Nordbank Arena, Hamburg Broj gledatelja: 49.000 Sudac: Nicola Rizzoli (Italija) |
| Forlán 32' 116'         | (izvještaj) | Davies 37' | HSH Nordbank Arena, Hamburg Broj gledatelja: 49.000 Sudac: Nicola Rizzoli (Italija) |

| Atlético Madrid | Fulham |

| ATLÉTICO MADRID:      |    |                    |      |      |
|                       |    |                    |      |      |
| GK                    | 43 | David de Gea       |      |      |
| RB                    | 17 | Tomáš Ujfaluši     |      |      |
| CB                    | 21 | Luis Perea         |      |      |
| CB                    | 18 | Álvaro Domínguez   |      |      |
| LB                    | 3  | Antonio López      |      |      |
| RM                    | 19 | José Antonio Reyes |      | 78'  |
| CM                    | 12 | Paulo Assunção     |      |      |
| CM                    | 8  | Raúl García        | 114' |      |
| LM                    | 20 | Simão Sabrosa      |      | 68'  |
| CF                    | 7  | Diego Forlán       | 117' |      |
| CF                    | 10 | Sergio Agüero      |      | 119' |
| Zamjene:              |    |                    |      |      |
| GK                    | 42 | Joel Robles        |      |      |
| DF                    | 2  | Juan Valera        |      | 119' |
| DF                    | 16 | Juanito            |      |      |
| DF                    | 24 | Leandro Cabrera    |      |      |
| MF                    | 6  | Ignacio Camacho    |      |      |
| MF                    | 9  | José Manuel Jurado |      | 68'  |
| FW                    | 14 | Eduardo Salvio     | 107' | 78'  |
| Trener:               |    |                    |      |      |
| Quique Sánchez Flores |    |                    |      |      |

| FULHAM:     |    |                    |     |      |
|             |    |                    |     |      |
| GK          | 1  | Mark Schwarzer     |     |      |
| RB          | 6  | Chris Baird        |     |      |
| CB          | 18 | Aaron Hughes       |     |      |
| CB          | 5  | Brede Hangeland    | 63' |      |
| LB          | 3  | Paul Konchesky     |     |      |
| RM          | 16 | Damien Duff        |     | 84'  |
| CM          | 20 | Dickson Etuhu      |     |      |
| CM          | 13 | Danny Murphy       |     | 118' |
| LM          | 29 | Simon Davies       |     |      |
| SS          | 11 | Zoltán Gera        |     |      |
| CF          | 25 | Bobby Zamora       |     | 55'  |
| Zamjene:    |    |                    |     |      |
| GK          | 19 | Pascal Zuberbühler |     |      |
| DF          | 4  | John Paintsil      |     |      |
| MF          | 17 | Bjørn Helge Riise  |     |      |
| MF          | 23 | Clint Dempsey      |     | 55'  |
| MF          | 27 | Jonathan Greening  |     | 118' |
| MF          | 34 | Kagisho Dikgacoi   |     |      |
| FW          | 10 | Erik Nevland       |     | 84'  |
| Trener:     |    |                    |     |      |
| Roy Hodgson |    |                    |     |      |

| Igrač utakmice: Diego Forlán (Atlético) Pomoćni suci: Cristiano Copelli Luca Maggiani Paolo Tagliavento Andrea De Marco Četvrti sudac: Gianluca Rocchi |

### Statistika
Prvo poluvrijeme
|                  | Atlético Madrid | Fulham |
| ---------------- | --------------- | ------ |
| Pogodci          | 1               | 1      |
| Udarci (ukupno)  | 12              | 4      |
| Udarci (u okvir) | 7               | 2      |
| Posjed lopte     | 52%             | 48%    |
| Udarci iz kuta   | 7               | 0      |
| Prekršaji        | 5               | 7      |
| Zaleđa           | 0               | 3      |
| Žuti kartoni     | 0               | 0      |
| Crveni kartoni   | 0               | 0      |

Drugo poluvrijeme
|                  | Atlético Madrid | Fulham |
| ---------------- | --------------- | ------ |
| Pogodci          | 0               | 0      |
| Udarci (ukupno)  | 8               | 4      |
| Udarci (u okvir) | 1               | 1      |
| Posjed lopte     | 55%             | 45%    |
| Udarci iz kuta   | 1               | 1      |
| Prekršaji        | 3               | 7      |
| Zaleđa           | 0               | 5      |
| Žuti kartoni     | 0               | 1      |
| Crveni kartoni   | 0               | 0      |

Produžetci
|                  | Atlético Madrid | Fulham |
| ---------------- | --------------- | ------ |
| Pogodci          | 1               | 0      |
| Udarci (ukupno)  | 7               | 3      |
| Udarci (u okvir) | 2               | 0      |
| Posjed lopte     | 56%             | 44%    |
| Udarci iz kuta   | 1               | 1      |
| Prekršaji        | 7               | 3      |
| Zaleđa           | 0               | 1      |
| Žuti kartoni     | 3               | 0      |
| Crveni kartoni   | 0               | 0      |

Ukupno
|                  | Atlético Madrid | Fulham |
| ---------------- | --------------- | ------ |
| Pogodci          | 2               | 1      |
| Udarci (ukupno)  | 27              | 11     |
| Udarci (u okvir) | 10              | 3      |
| Posjed lopte     | 54%             | 46%    |
| Udarci iz kuta   | 9               | 2      |
| Prekršaji        | 15              | 17     |
| Zaleđa           | 0               | 9      |
| Žuti kartoni     | 3               | 1      |
| Crveni kartoni   | 0               | 0      |

- [neaktivna poveznica]